# Elementary OS
Pour les articles homonymes, voir Elementary.
elementary OS est un système d’exploitation libre dérivé d'Ubuntu LTS proposant une interface graphique proche de celle de macOS. Le projet fut lancé en 2008 par l'Américaine Danielle Foré, qui est encore l'actuelle chef du projet. La première version connue est sortie trois ans après, en 2011, sous le nom Jupiter. Ce système d'exploitation propose l'environnement de bureau Pantheon (lequel est basé sur l'environnement de bureau GNOME).

## Philosophie
Le projet elementary OS vise à combler différents manques sous GNU/Linux :
- améliorer l'esthétique globale de l'interface graphique en imposant une cohérence entre les logiciels ;
- limiter le nombre de dépendances logicielles en utilisant des applications écrites en langage C ou en Vala.
- diminuer le besoin d'accéder à la console.

## Historique

### Le pack d'icônes
Elementary était à l'origine un pack d'icônes pour GNOME. C'est le second pack d'icônes le plus téléchargé sur GNOME-Look (plus grand répertoire de thèmes pour GNOME), le premier en étant inspiré. Le pack d'icônes par défaut d'Ubuntu depuis la version 9.10 (2009), Humanity, est dérivé d'elementary.

### elementary OS
Au vu du succès du pack d'icônes, les créateurs ont décidé la création d'elementary OS, une distribution Linux basée sur Ubuntu.
La première version stable baptisée Jupiter est disponible depuis le 11 avril 2011.
La deuxième version stable d'elementary OS, Luna, a été mise à disposition le 10 août 2013, avec une refonte complète. La version 0.3, nommée Freya, est disponible en version stable depuis le 11 avril 2015. La version 0.4, Loki est disponible depuis le 9 septembre 2016, suivie de Loki 0.4.1, une mise à jour qui apporte principalement une nouvelle boutique d'applications.

## Les projets

### L'environnement Pantheon
L'équipe de Pantheon a créé des embranchements à partir de quelques applications du cœur de GNOME et développé d'autres applications spécifiquement pour Pantheon.